# スピリット・イン・ザ・ダーク
「スピリット・イン・ザ・ダーク」（Spirit in the Dark）は、アレサ・フランクリンが1970年に発表した楽曲。
フランクリン自身が書き、1970年4月24日発売のアルバム『スピリット・イン・ザ・ダーク』に収録された。5月6日にシングルカットされ、6月27日付のビルボード・Hot 100で23位を記録した。ビルボードのHot R&B Singlesチャートでは3位を記録した。
1971年5月19日発売の2枚組のライブ・アルバム『アレサ・ライヴ・アット・フィルモア・ウェスト』にも収録される。同アルバムのライブ・バージョンにおいては、レイ・チャールズが歌とエレクトリックピアノで途中から加わり、そのトラックは「スピリット・イン・ザ・ダーク (リプライズ)」として収められている。

## カヴァー
- ハービー・マン - アルバム『プッシュ・プッシュ』（1971年）に収録[4]。
- B.B.キング&ダイアン・シューア（英語版） - アルバム『ハート・トゥ・ハート』（1994年）に収録[5]。